# Clyde Puffer

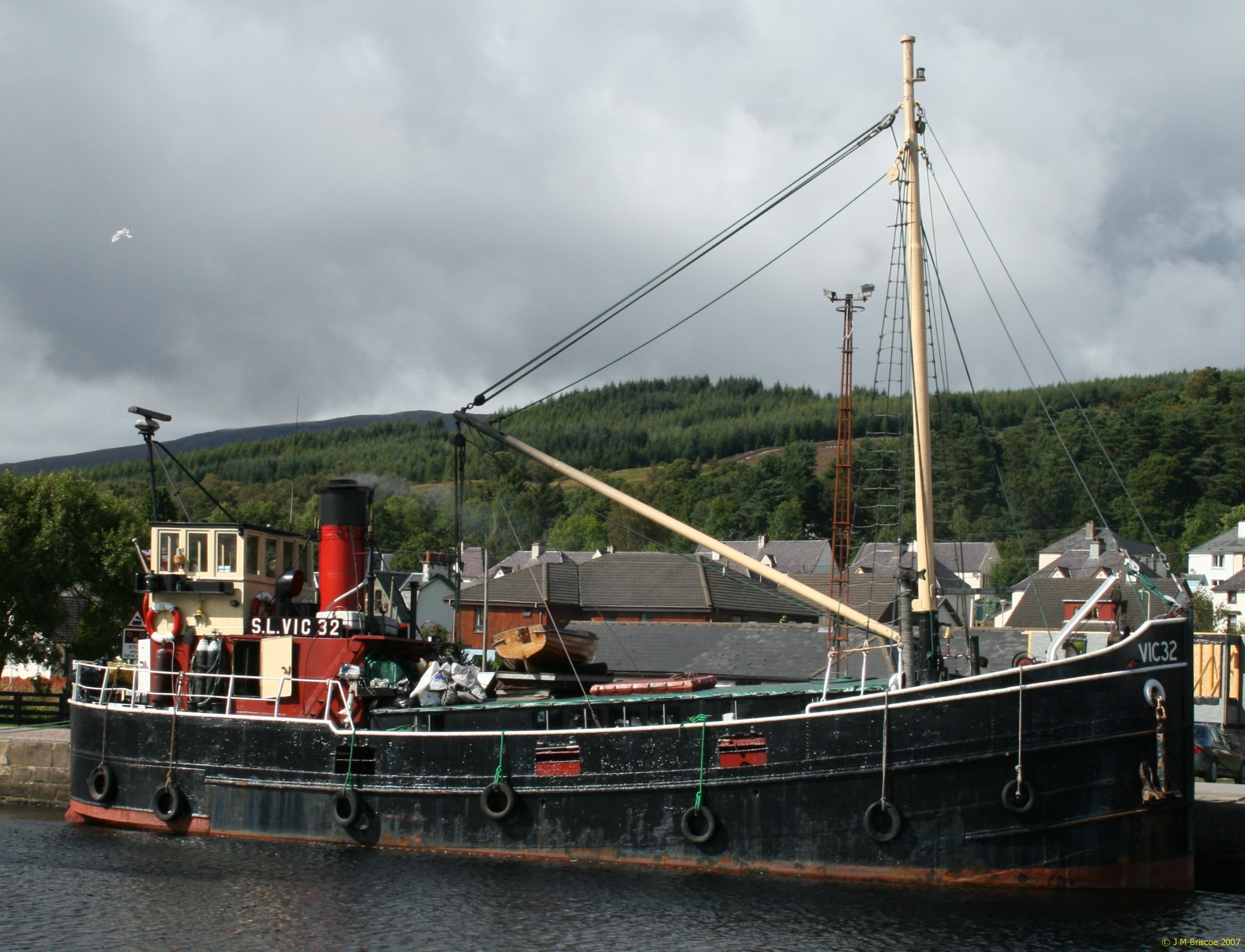
Die VIC 32

Der Clyde Puffer ist ein Binnen- und Küstenschiffstyp der schottischen Westküste. Gebaut wurde er ab etwa 1850 bis in die frühen 1950er Jahre.

## Beschreibung
Der Clyde Puffer ist ein kleiner Binnen- und Küstenfrachtschiffstyp, welcher anfangs auf schottischen Kanälen, später auch in den Mündungsgebieten des Forth und Clyde und schließlich an der ganzen schottischen Westküste bis zu den Hebriden eingesetzt wurde. Die Mannschaft der kleineren Puffer bestand aus dem Kapitän und drei, die der größeren aus vier Seeleuten. Die Mannschaft wohnte in einem Logis unter der Back, der Kapitän verfügte über einen kleinen Wohnraum im Achterschiff. Vor dem einzelnen großen Laderaum stand ein einzelner Mast mit Ladebaum für den Ladungsumschlag. Achtern waren hinter der Luke zunächst der Schornstein und dahinter der Steuerstand angeordnet. Erst in der ersten Dekade ab 1900 wurde das geschlossene Ruderhaus eingeführt. Frühe Clyde Puffer wurden durch einfache Dampfmaschinen ohne Kondensator angetrieben, deren typisches Geräusch des rhythmischen Dampfablassens dem Schiffstyp zu seinem Namen verhalf. Zwar erhielten spätere Clyde Puffer Kondensatoren und noch spätere teilweise sogar Dieselmotoren, die beide nicht das typische Dampfgeräusch machten, der Name blieb dem Typ aber erhalten.

## Geschichte

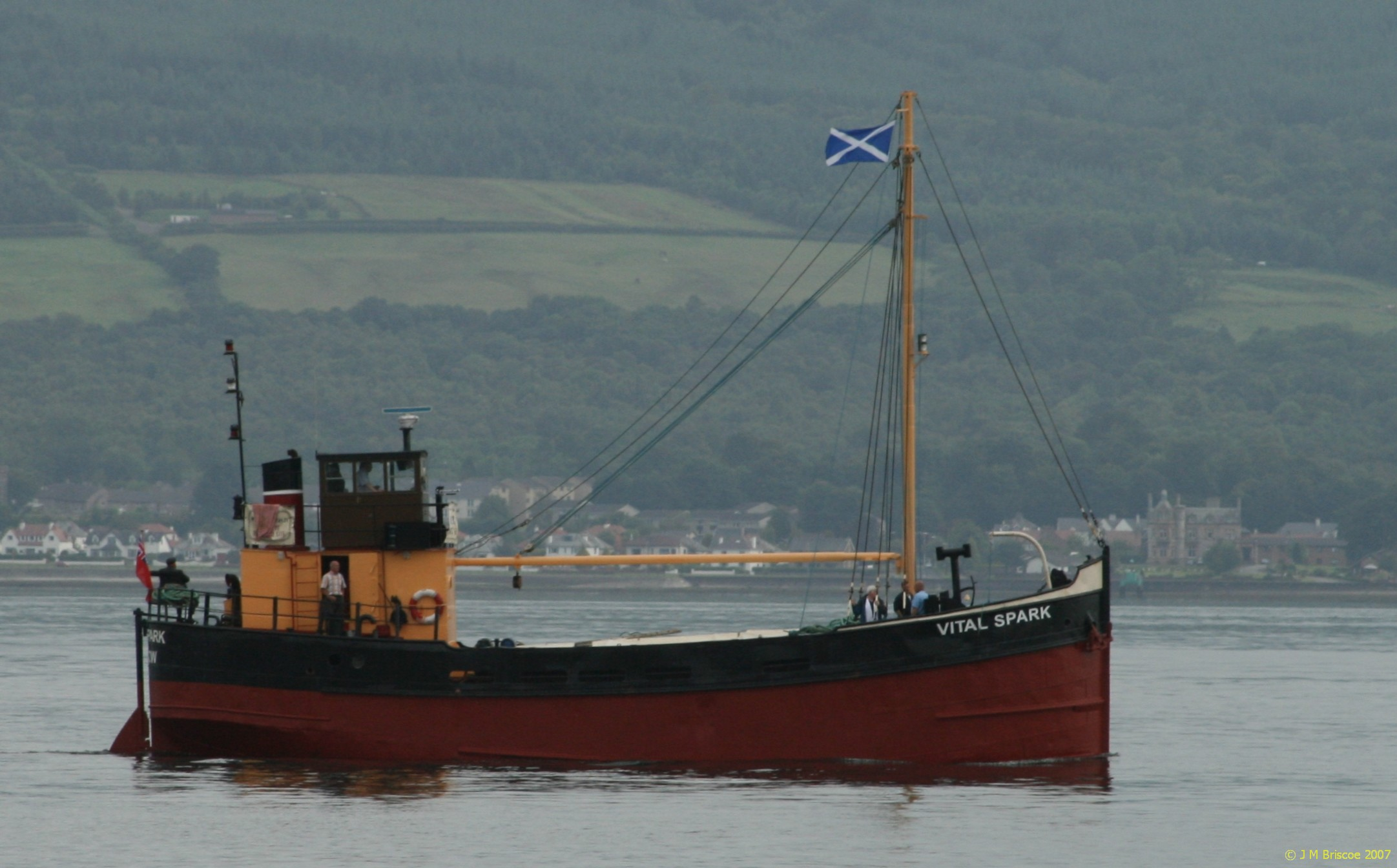
Der Clyde Puffer Vital Spark

Der Schiffstyp des Clyde Puffers tauchte etwa ab 1850 als reines Binnenfrachtschiff auf. Die Abmessungen dieser Fahrzeuge waren daher durch die Schleusengrößen des Forth-Clyde-Kanals auf eine Länge von 20,30 Meter und eine Breite von 5,54 Meter beschränkt.
Im Laufe der Entwicklung wurde der Entwurf der Schiffe zum sogenannten Shorehead-Typ erweitert, um ihn bis in die Mündungsbereiche des Forth und des Clyde einzusetzen. Ungefähr ab 1900 kam ein nochmals weiterentwickelter Outside-Typ in Gebrauch, der auch für Fahrten über See geeignet war und in der Küstenfahrt bis zu den Hebriden eingesetzt wurde. Ein größerer Freibord machte diese Schiffe seegängig. Auch die meisten dieser Schiffe blieben anfangs bei den kanalgängigen Abmessungen, einzelne maßen aber bis zu 26,60 Meter in der Länge.
Etwa in der Zeit zwischen den beiden Weltkriegen nahm die Zahl der eingesetzten Schiffe immer weiter ab, da die Landtransportwege immer weiter ausgebaut wurden, während die zum Betrieb der Schiffe notwendige Kohle sich ebenso stetig verteuerte, wie die Wartung und die Personalkosten. Trotzdem wurden noch bis in die 1930er Jahre weitere echte Puffer gebaut.
Im Laufe des Zweiten Weltkriegs ergaben sich für den Schiffstyp neue Aufgaben wie die Flottenversorgung, was die Regierung veranlasste, den Bau der sogenannten Victualling Inshore Craft (VIC) anzuordnen. Grundlage des VIC-Entwurfs waren die Linien der 1939 gebauten Schiffe Anxac und Lascar. In den Jahren 1941 bis 1946 entstanden so nochmals über hundert VIC-Clyde-Puffer. Bis zur VIC 49 waren alle Schiffe 20,50 Meter lang, danach baute man auch 29,60 Meter lange VIC's.

## Heute

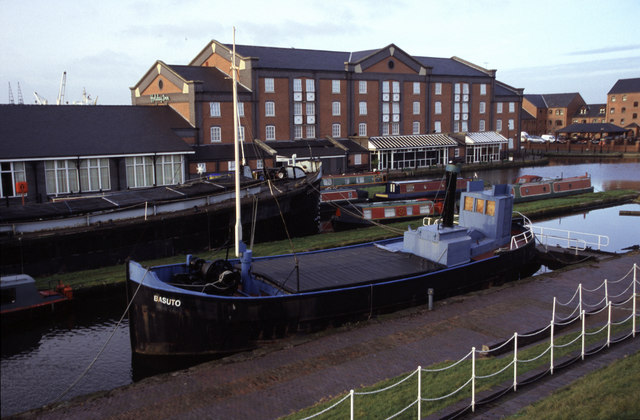
Die Basuto

Eine Reihe von Clyde Puffern blieb bis heute erhalten. Der älteste noch existierende Puffer ist wahrscheinlich die 1872 gebaute Kyles des Scottish Maritime Museum in der Nähe von Glasgow. Weitere Schiffe wie die Basuto sind als Bestand anderer Museen erhalten. Einige Schiffe sind noch in Fahrt und werden zum Teil touristisch genutzt.